# Quito
Quito tên gọi chính thức là San Francisco de Quito, là thủ đô của nước Ecuador nằm ở phía tây bắc khu vực Nam Mỹ. Đây đồng thời là thủ phủ của tỉnh Pichincha và là thành phố đông dân thứ hai tại Ecuador, sau Guayaquil. Dân số thành phố ước tính đạt khoảng 2,2 triệu người. Quito là tổng hành dinh của Liên đoàn quốc gia Nam Mỹ cho đến năm 2008

## Hình ảnh

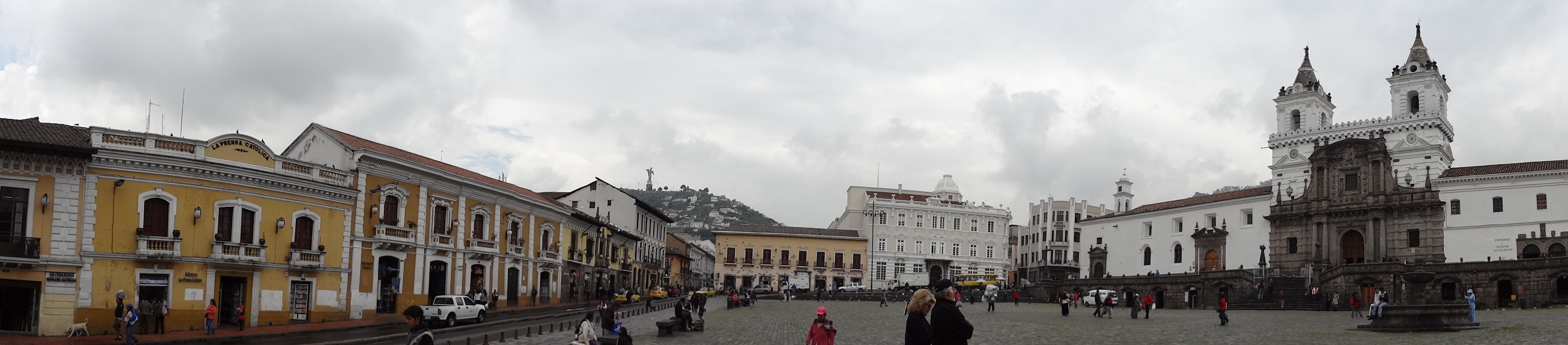
San Francisco Plaza, Quito

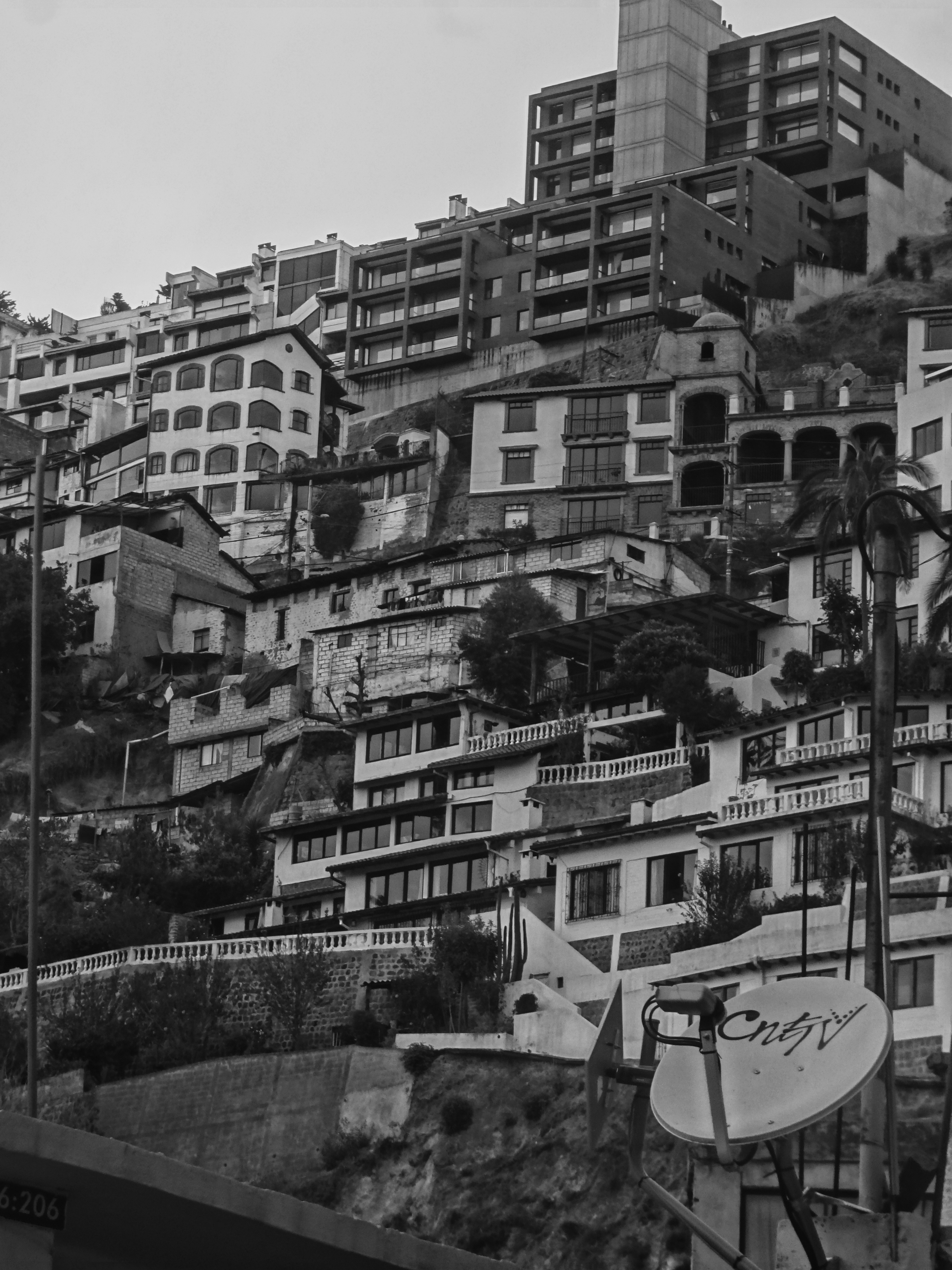
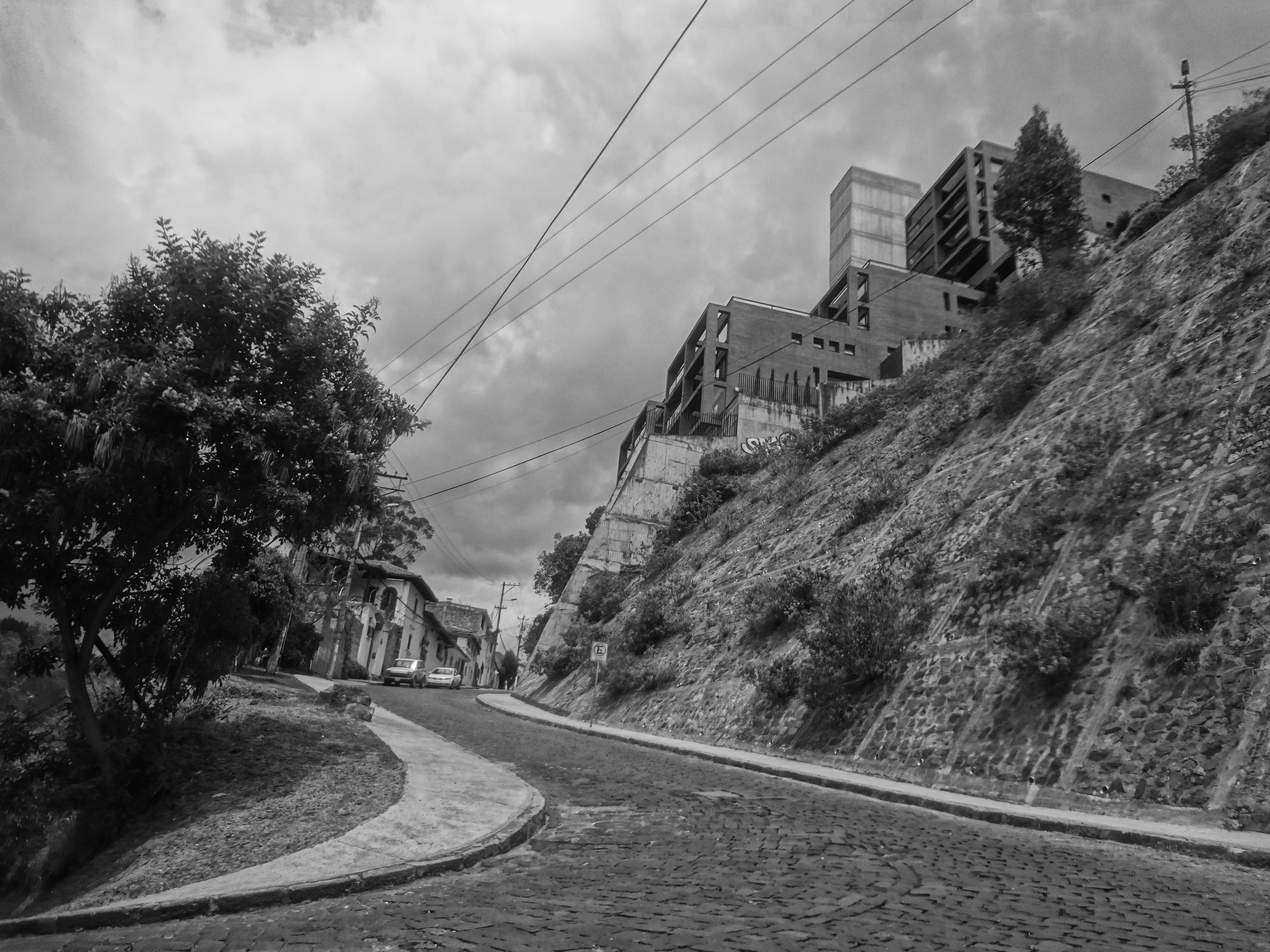
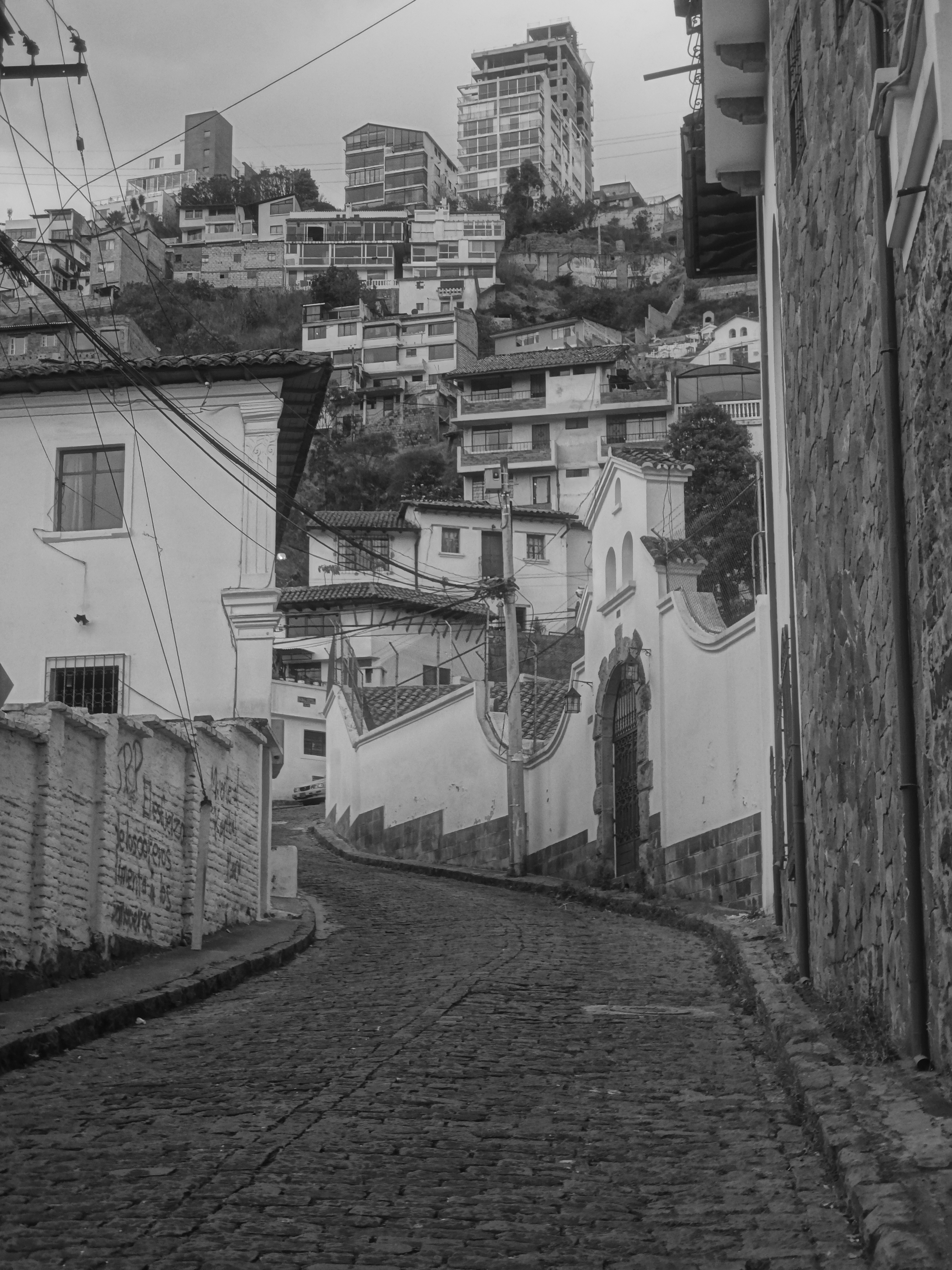
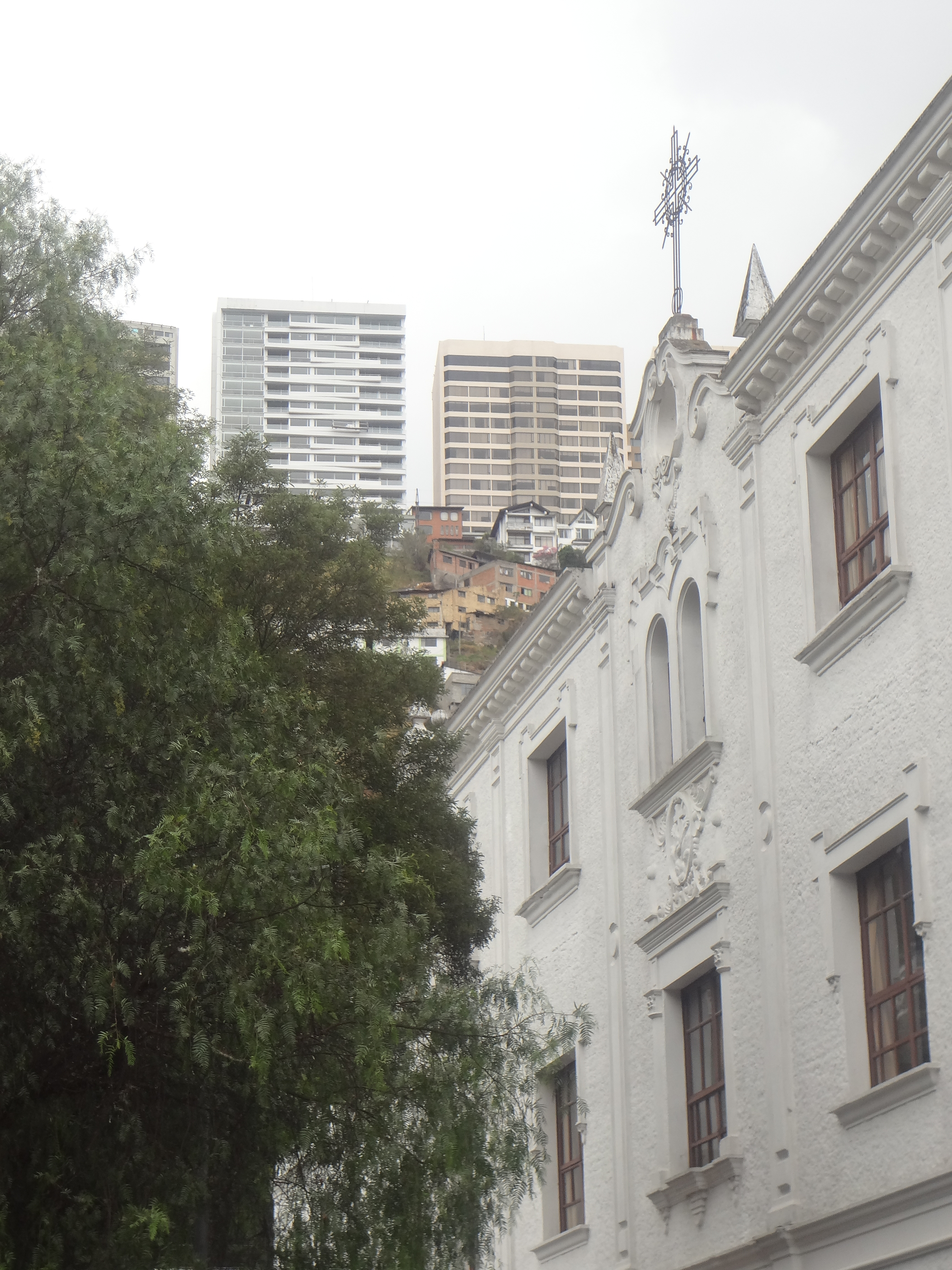
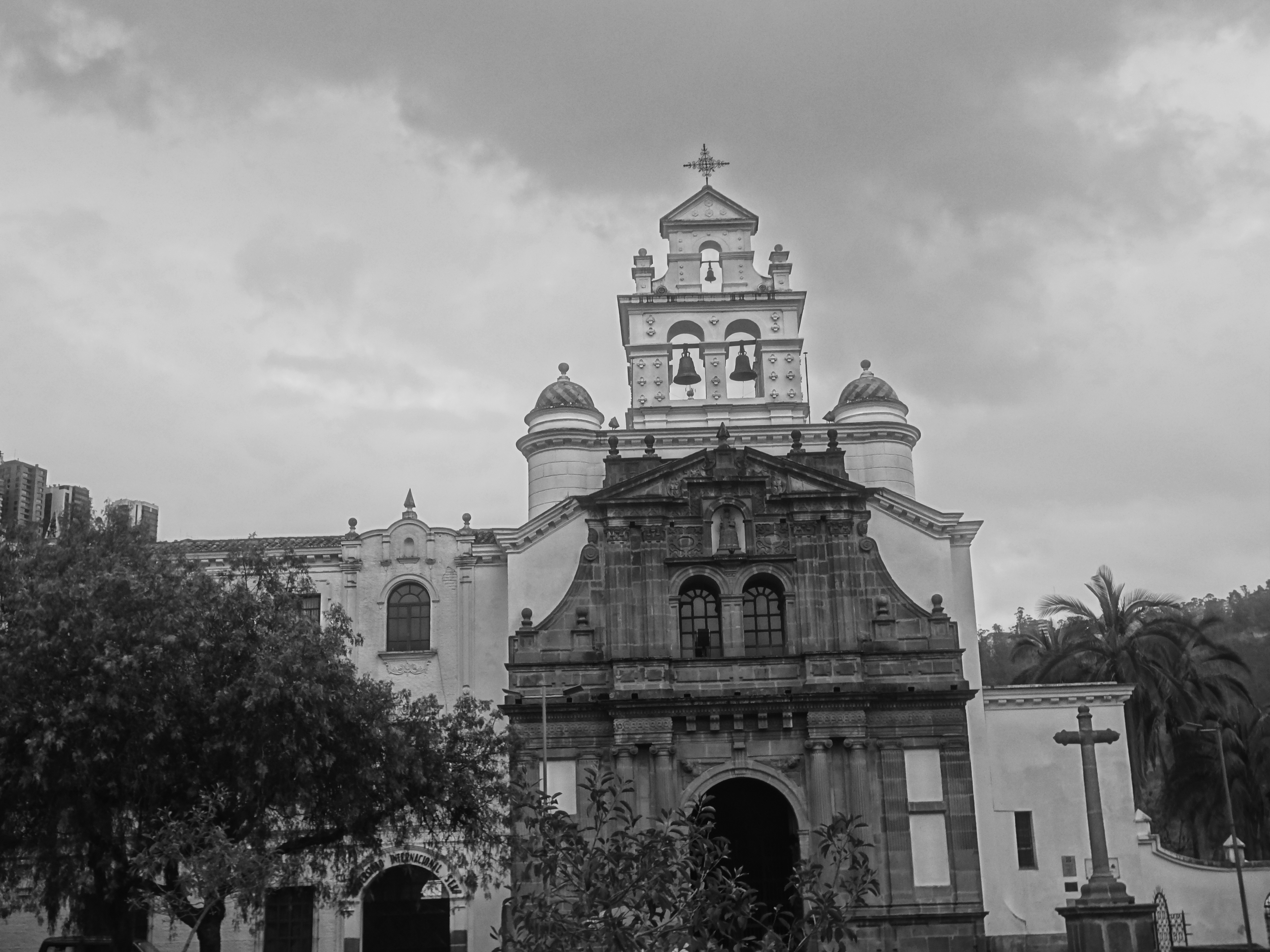
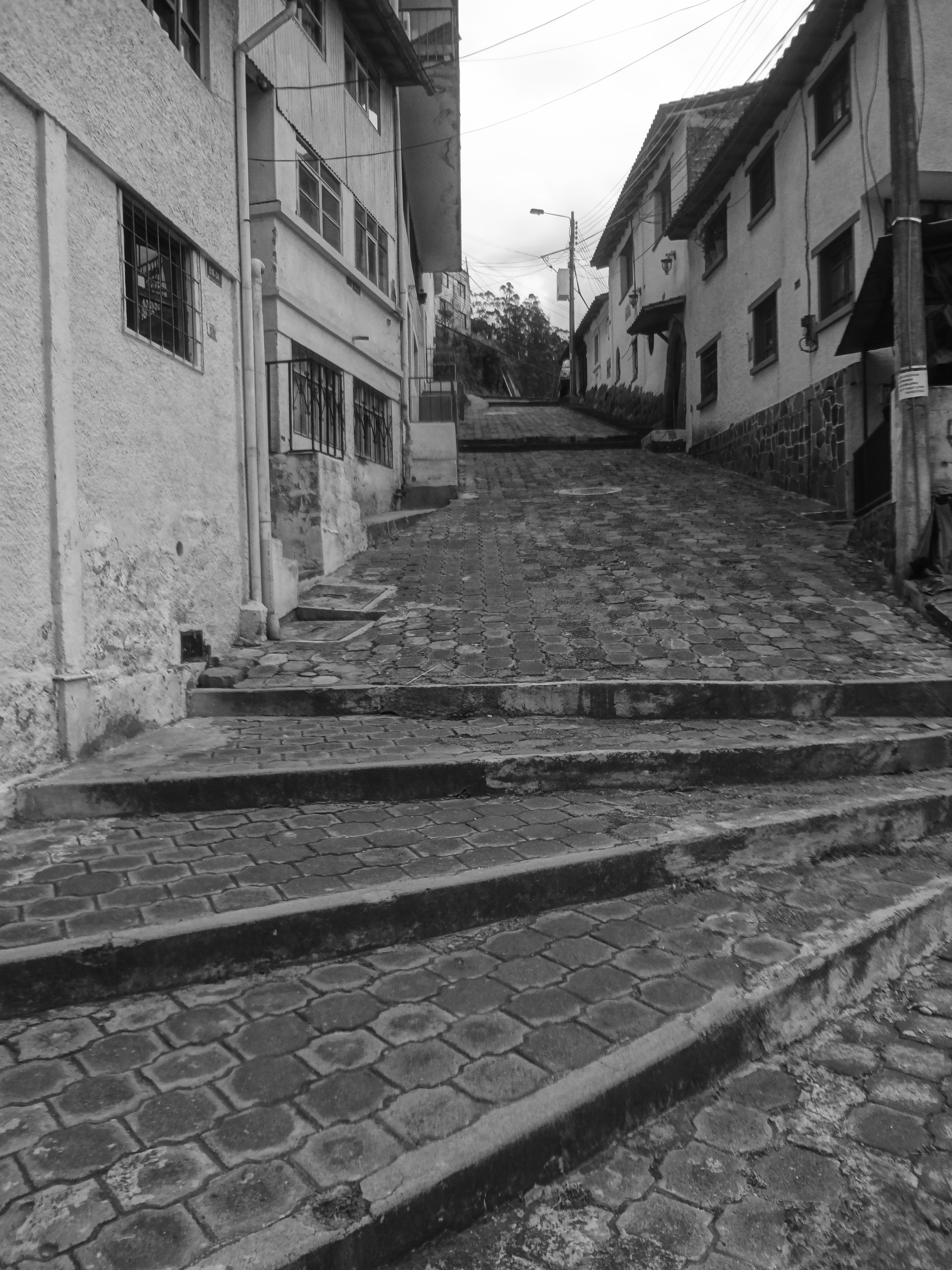
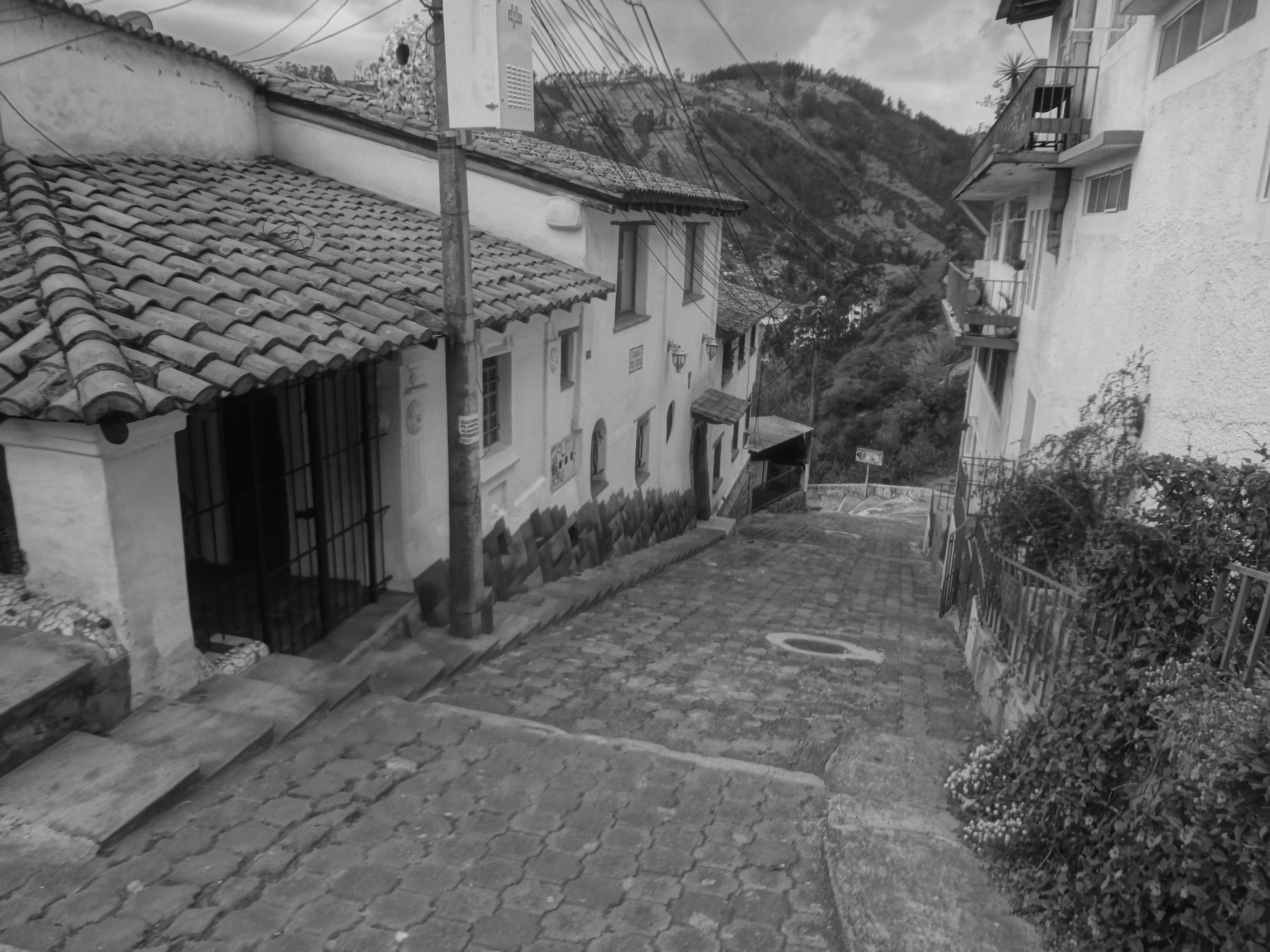